# Дольмен

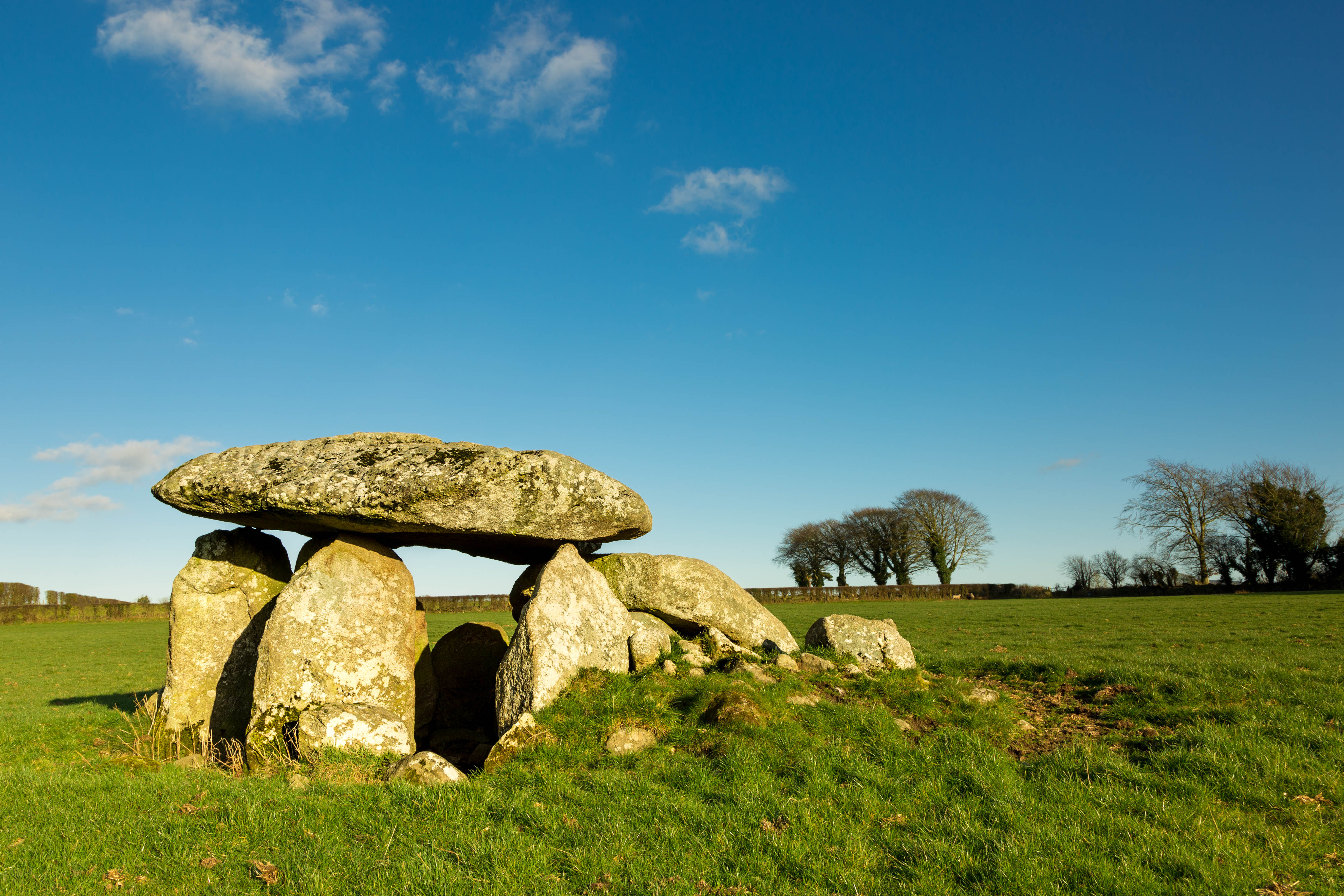
Дольмен в Ирландии

Дольме́ны (от брет. taol maen — «каменный стол») — древние погребальные и культовые сооружения, относящиеся к мегалитам (то есть к сооружениям, сложенным из больших камней).
Понятие taol men, что буквально означает «каменный стол», происходит из кельтского бретонского языка (Бретань, Франция) и связано с внешним видом обычных для Европы дольменов — приподнятой на каменных опорах плиты, напоминающей стол.

## Терминология
В первых археологических трудах термин «дольмен» использовался как собирательное название для мегалитических камерных гробниц.
В англоязычной археологической литературе этот термин является устаревшим и применяется для гробниц, первоначальная конструкция которых не поддаётся определению, или нестандартных типов, не входящих в категорию галерейных или коридорных гробниц. Во французском языке термин по-прежнему часто используется. В Португалии дольмены обычно называются анта, в Скандинавии — дёс; эти слова входят в состав названий местных дольменов.
В России дольменами традиционно называют западнокавказские каменные плиточные, составные и монолитные гробницы. Это распространяется и на похожие сооружения в других регионах мира.

## Распространение
В основном, дольмены расположены на Кавказе, в Корее, Индии, Северной Африке (в Рокнии), Западной, Северной и Южной Европе.
Наибольшее количество дольменов было обнаружено на Корейском полуострове (см. Дольмены в Кочхане, Хвасуне и на Канхвадо); до начала войны 1950—1953 г. их насчитывалось около 80 000, к настоящему времени сохранилось не менее 30 000. В Китае насчитывается около 50 дольменов в провинции Чжэцзян и около 700 в провинции Ляонин. Обнаружены захоронения дольменного типа и в Японии — главным образом, на северо-западе острова Кюсю. Дольмены имеются также в странах Южной и Юго-Восточной Азии — в Индии, Индонезии, Тайване и Вьетнаме.
В России — на Западном Кавказе — имеется большое количество дольменов. Кавказские дольмены были созданы в период ранней и средней бронзы с III—II тысячелетия до нашей эры и использовались до I тысячелетия до н. э. во времена существования дольменной культуры.
В Израиле, в заповеднике Гамла, находится Гиват-Базак — самое большое в стране поле дольменов. Площадь этого поля — 3,5 км², на которых было найдено более 700 дольменов. Десять из них было раскопано археологами, девять оказались пустыми, а в десятом был найден скелет без головы и левой ноги, лежащий по направлению на восток, более позднего периода нежели сам дольмен.

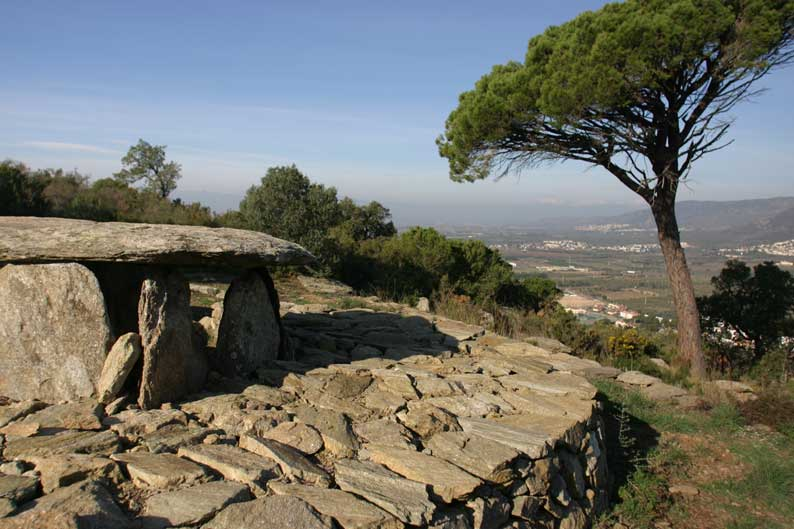
Дольмен у города Росес, провинция Жирона, Испания, 3000—3500 гг. до н. э.

В Испании, на окраине города Росес (180 км на северо-восток от Барселоны) в провинции Жирона, на вершине холма, в конце XIX в. были найдены 3 дольмена, названные Creu Cobertella, Del Cap de l’home и Llit de la Generala, которые были изучены в 1919 г. и повторно в 1925 г. известными исследователями Пере-Бош Гимпере и Луисом Перикотом. Они отнесли эти дольмены к древнегреческому периоду Иберии и установили период создания 3500—3000 гг. до н. э. В ходе раскопок было установлено, что на месте установки дольменов ранее выращивали виноград, и на склоне холма имелось обширное древнее поселение, на месте которого ныне находится курортный город Росес.

## Устройство
Простейшая разновидность дольмена включает один камень, поставленный на несколько других (иногда на один). Камни имеют большой размер и массу. Наиболее популярный вариант — три камня, поставленные в форме буквы П (Стоунхендж построен из множества именно таких элементов).
В самой архитектурно завершённой форме (что присуще дольменам Северного Кавказа) дольмен состоит из пяти или шести каменных плит и представляет собой каменный закрытый ящик: на четырёх плитах, поставленных вертикально, лежит пятая; опционально, шестая плита является днищем. В передней поперечной плите, как правило, имеется отверстие — круглой (чаще всего), овальной, арочной, подтреугольной или квадратной формы, которое закрывается каменной пробкой, — однако его может и не быть (ложнопортальный дольмен): в этом случае отверстие может быть сзади или сбоку. Плиты часто соединяются в паз, зазоры практически отсутствуют. Боковые стены и крыша могут выступать вперёд портала или фасада, образуя портальную нишу, которая перекрывалась общей крышей или имела перекрытие из отдельной плиты.
Малораспространённый тип — монолитный дольмен. К настоящему времени остался только один такой завершённый дольмен, находящийся в посёлке Волконка Лазаревского района города Сочи. Это уникальный памятник, внутренняя камера которого целиком высечена в скале через единственное отверстие, или же, вероятнее, полость была выбрана в не очень твёрдой внутренней части песчаниковой скалы.
Дольмен мог строиться открыто на поверхности земли или же над ним насыпался курган, который впоследствии мог частично оседать или уничтожаться, а также на вершине кургана. Иногда дольмены принимали более сложную форму: например, имели входную галерею из стоящих плит, или устраивались в виде большой прямоугольной камеры, к одной из продольных сторон которой подходила входная галерея (так что всё сооружение получало вид буквы Т), или, наконец, дольмен превращался в ряд продольных, следовавших одна за другою камер, иногда всё более и более расширявшихся и углублявшихся в землю. Материал, из которого складывались дольмены, меняется в зависимости от местности: гранит, песчаник, известняк.
Дольмены строились в разное время людьми различных культур. В Западной Европе строительством дольменов занималось население, принадлежавшее к культуре «воронковидных кубков», получившей своё название по используемым им характерным сосудам. Камень для дольменов в Западной Европе часто не вырубался, а вместо этого использовались эрратические валуны, перенесённые в течение ледникового периода из Скандинавии.

## Назначение
Основной функцией для дольменов всех типов является погребальная, что подтверждено археологическими исследованиями.

Ориентировка дольменов (вектор, направленный от задней стены к фасадной плите. Прим. автора) на местности различна, но, как правило, она вписывается в дугу восхода-захода и кульминации небесных светил северо-восток-юг-северо-запад. Лишь одиночные памятники направлены на север… наблюдения на отдельных памятниках (комплекс Псынако-1, дольмен с кромлехом группы «Волчьи Ворота», дольмен с визиром «Мамедова щель») показали, что они отмечают точки восходов и заходов Солнца в дни солнцестояний и равноденствий.— Кудин М. Дольмены и ритуал // Сочинский краевед. — Сочи, 1999. — Вып. 4.
Подобные наблюдения могут являться косвенным подтверждением предположения, что строителям дольменов был не чужд солярный культ.
Человеческие останки были обнаружены в немногочисленных дольменах, которые можно датировать с помощью радиоуглеродного анализа, однако невозможно доказать, что эти останки датируются временем первоначальной установки камней.

## Галерея

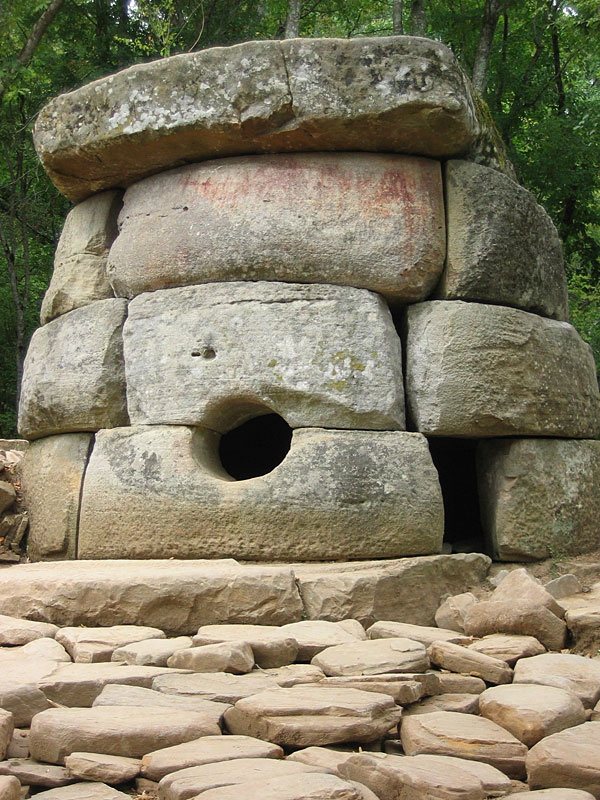
Россия
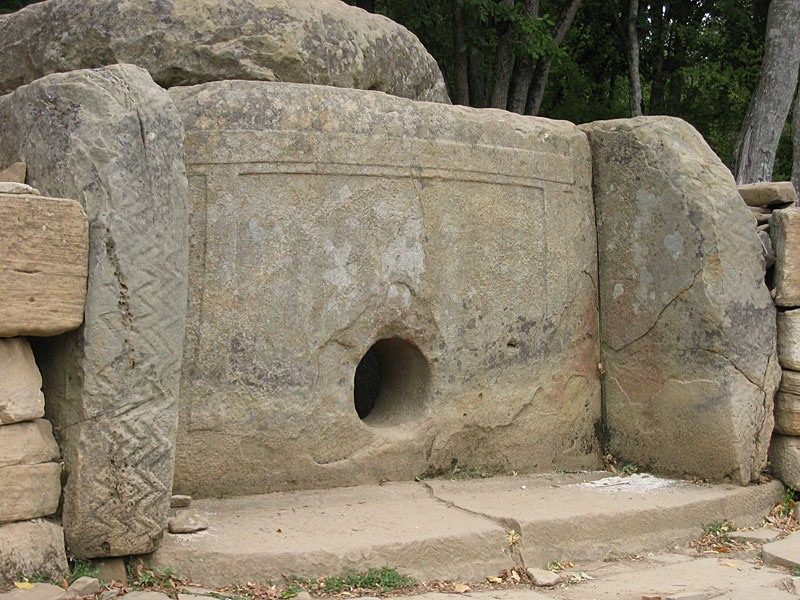
Россия
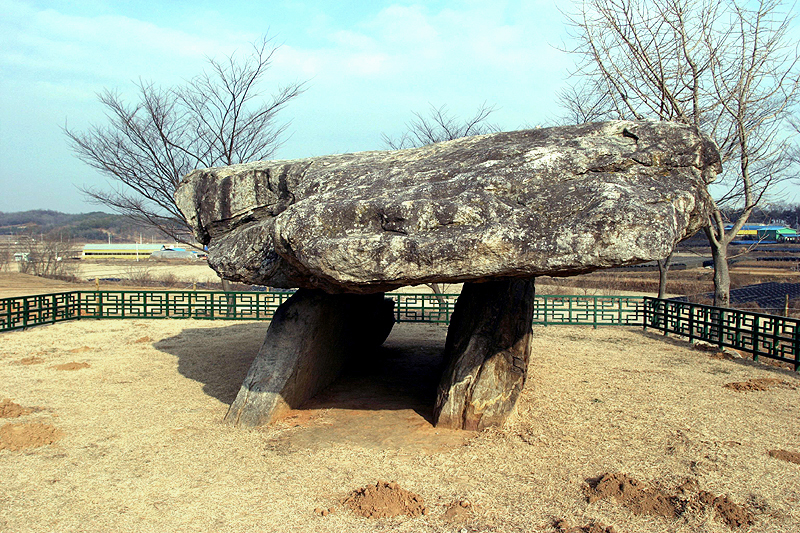
Южная Корея
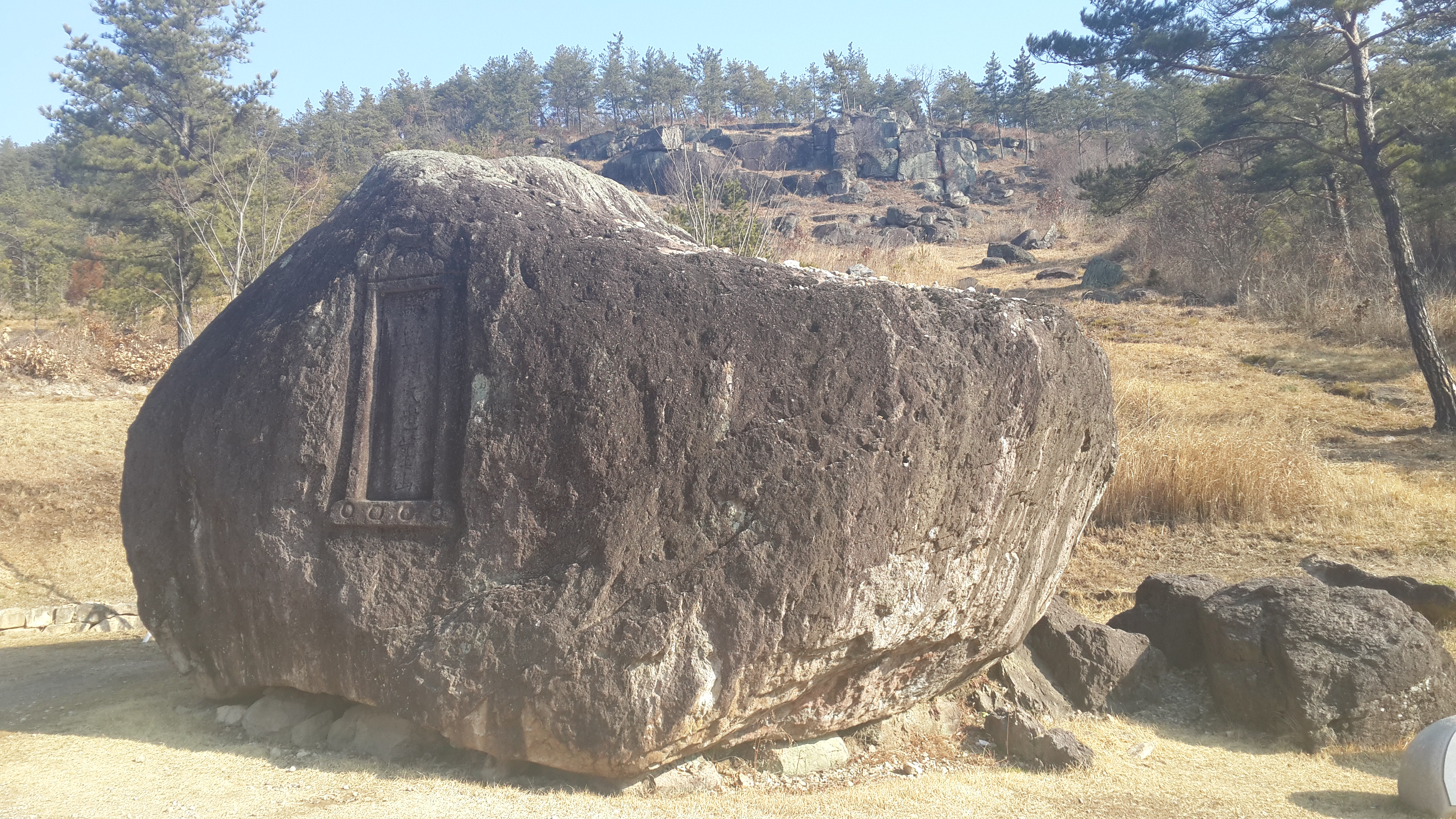
Южная Корея
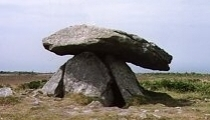
Великобритания
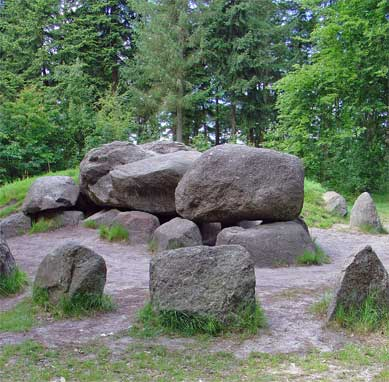
Нидерланды
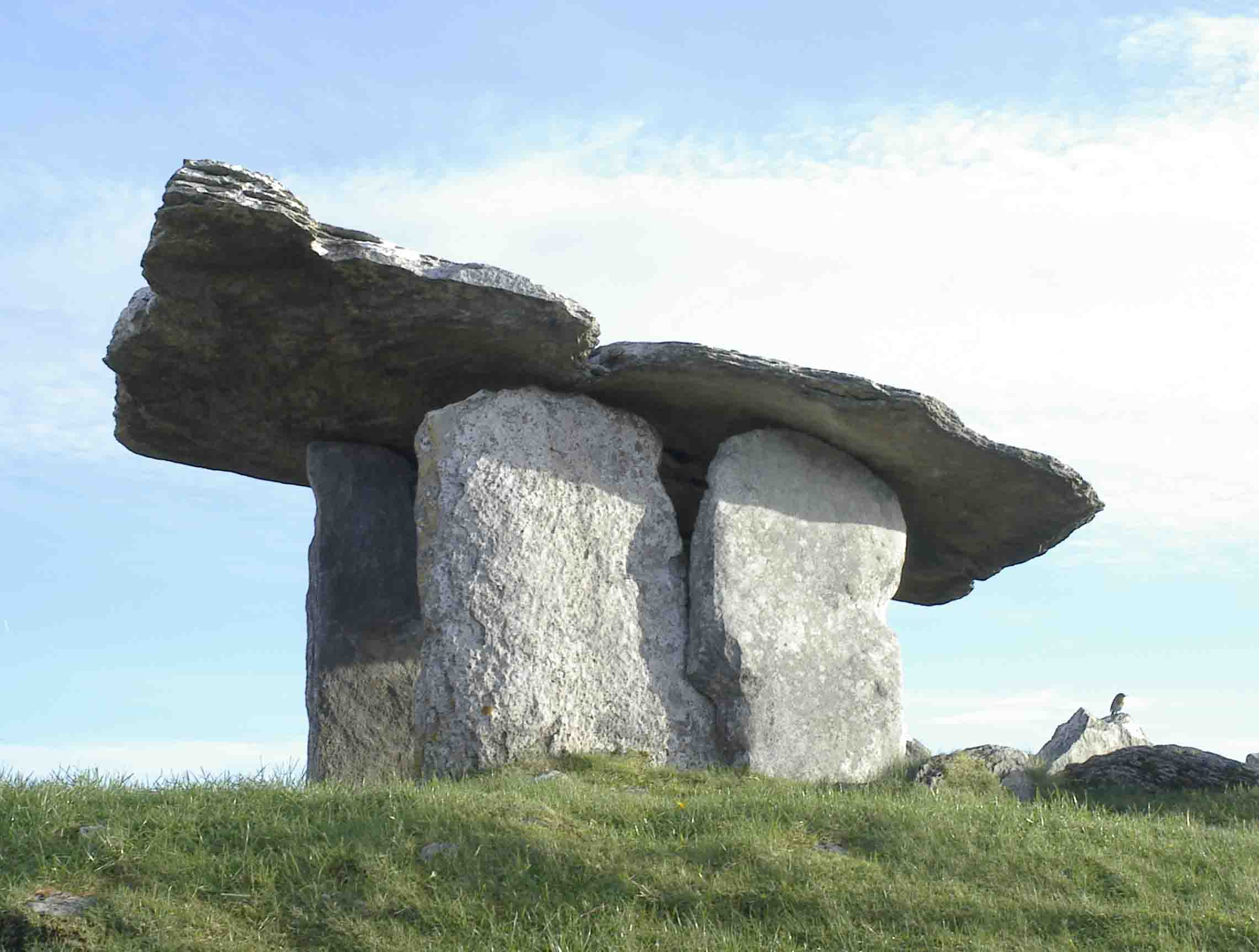
Ирландия
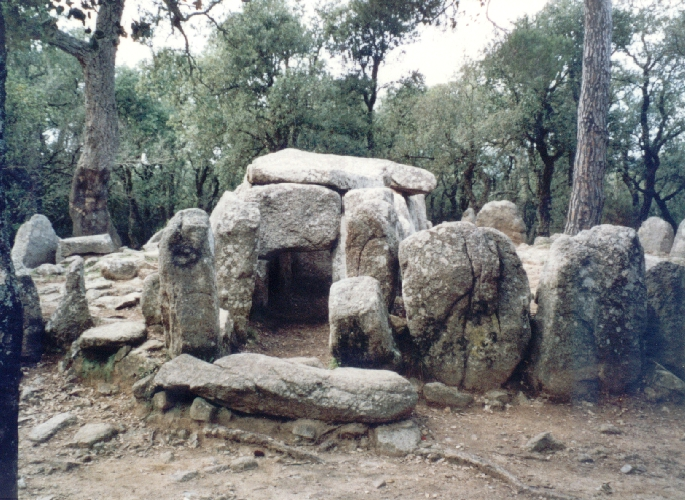
Испания
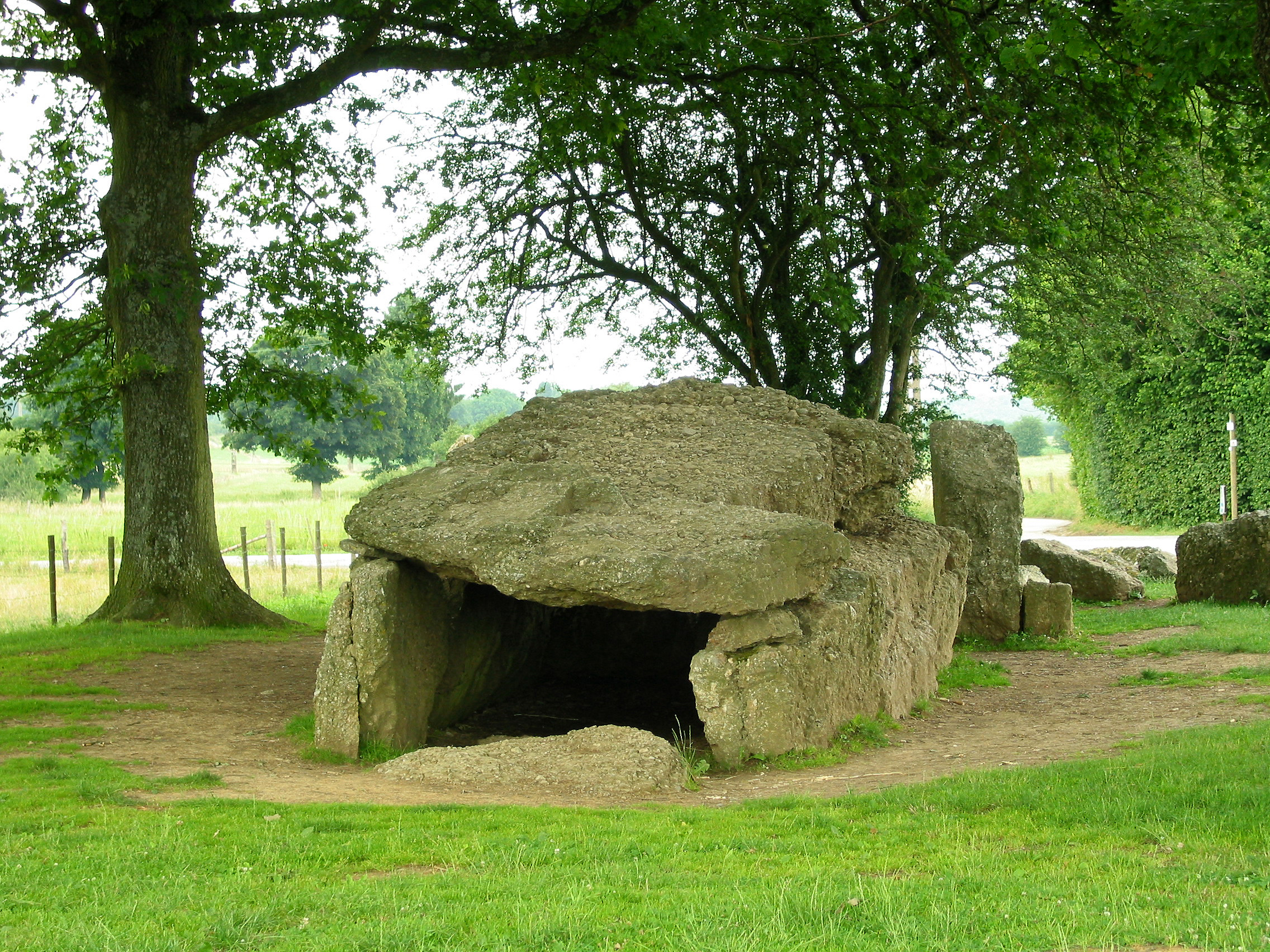
Бельгия
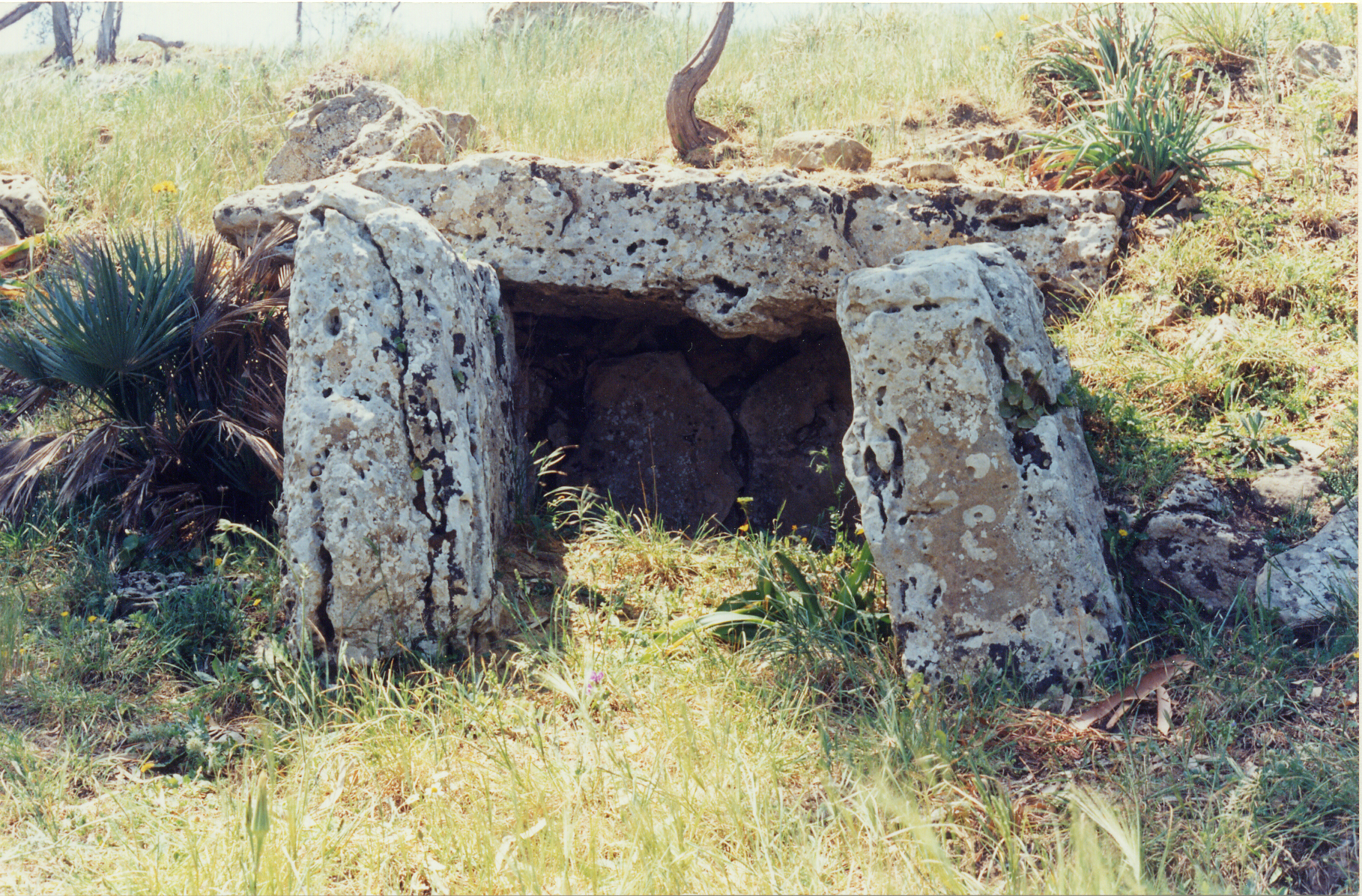
Сицилия
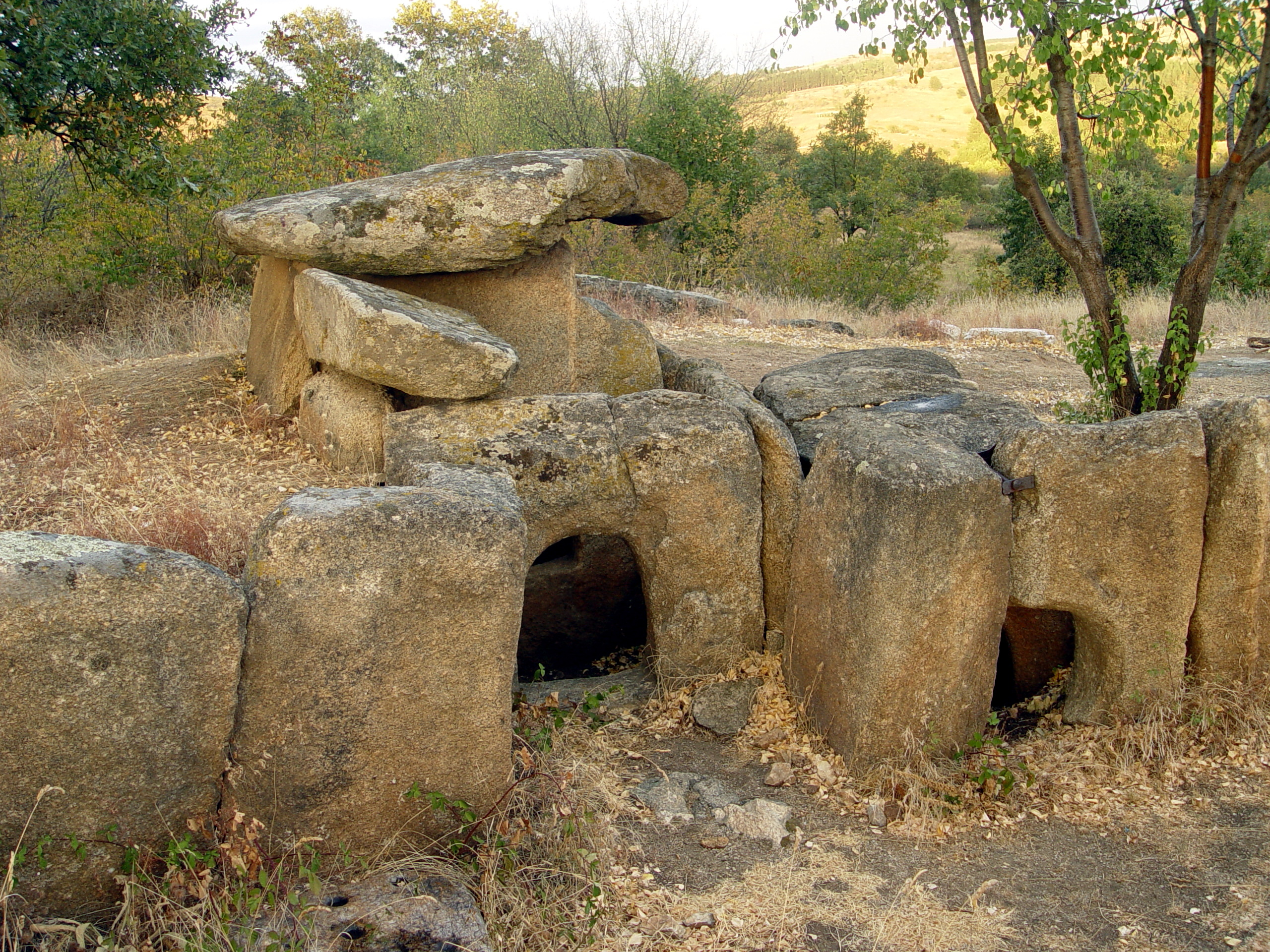
Болгария